# Jan Quido Veselík
Jan Quido Veselík (10. ledna 1813 Bruntál – 21. června 1866 Litomyšl) byl český knihař, nakladatel a knihkupec, od roku 1835 provozující své knihkupectví v Litomyšli, po roce 1861 pak první české knihkupectví ve městě. Účastnil se místního veřejného života, byl oceňován jako úspěšný podnikatel, vlastenec a filantrop.

## Život

### Mládí
Narodil se ve Bruntálu v rakouském Slezsku v rodině důstojníka Císařské armády přiděleného k místnímu pluku, původem z Litomyšle, kam se rodina posléze vrátila. Vystudoval místní české Piaristické gymnázium a poté se vyučil knihařem. Následně odešel sbírat pracovní zkušenosti, mj. do zahraničí.

### KnihkupectvíJ. Q. Veselík
Do Litomyšle se Veselík vrátil a usadil se zde. Roku 1835 si tu zřídil vlastní knihařskou dílnu a drobné knihkupectví s většinově německou literaturou. Spolupracoval s dědici podniku knihtiskaře Jana Turečka. Prodával posléze nejrůznější druhy literatury, tiskovin, kalendářů, naučné literatury, hudebnin či náboženských textů. Díky zaměření na české čtenáře, a především pro české obyvatelstvo ve městě, se knihkupectví stalo důležitou institucí posilující český kulturní vliv v původně jazykově německy majoritní Litomyšli a okolí. Prodávalo mj. časopis Květy redigovaný Karlem Havlíčkem Borovským.
S přijetím březnové ústavy roku 1849 a díky národnostnímu uvolnění v Rakouském císařství rostl zájem i o česky psané tituly, Veselík tedy nadále rozšiřoval svůj podnik i sortiment, roku 1853 mu byla udělena oficiální koncese k provozu prodeje knih. Spolupracoval rovněž s velkými pražskými nakladateli Bedřichem Stýblem, Pospíšilem či Aloisem Landfrasem, stejně jako s litomyšlským tiskařem Antonínem Augustou. Roku 1861 se pak knihkupectví stalo primárně českým. Veselík provozoval rovněž půjčovnu knih. Po zpronevěře peněz z podniku Antonínem Augustou a jeho útěku do Spojených států amerických odkoupil Veselík velkou část nákladu podniku, včetně čerstvě vydaného titulu Babička Boženy Němcové.
Vedle prodeje a vydávání knih podporovalo a propagovalo Veselíkovo knihkupectví celou řadu aktivit a společenských akcí českých vlasteneckých spolků.

### Úmrtí
Jan Quido Veselík zemřel 21. června 1866 v Litomyšli ve věku 54 let následkem epidemie pruské cholery zavlečené do Čech pruskou armádou během prusko-rakouské války. Pohřben byl v Litomyšli. Po jeho smrti přebral rodinné knihkupectví jeho syn Jan Karel Veselík (1841–1896), který pokračoval v otcem započaté podnikatelské činnosti.